# Romolenpolder-oost
De Romolenpolder-oost is een buurt in de Haarlemse wijk Boerhaavewijk in stadsdeel Schalkwijk. Delen van de buurt zijn ook bekend als de Entree West en Schalkwijk Midden. De buurt had in 2017 425 inwoners. In 2021 is dit aantal gestegen naar 1.050 inwoners. De buurt is vernoemd naar de historische polder Roomolenpolder, waarop Europawijk en deze buurt zijn gebouwd.

## Herstructurering

### Schalkwoud
Schalkwoud behelst het gebied tussen de Amerikaweg, Europaweg en Kennedylaan. Op dit terrein staan veel leegstaande kantoren, van o.a. Fluor en de Belastingdienst. Dit gebied wordt ontwikkeld tot levendig en groen woon-werkgebied. Het gebied staat ook onder de werknaam Schalkwijk-Midden bekend. Eerdere plannen onder de naam Belcanto uit 2007 zijn nooit doorontwikkeld, onder meer vanwege de economische crisis.
Op 1 oktober werd bekend dat Dura Vermeer samen met ontwikkelaar Boelens de Gruyter 700 woningen zal bouwen op het terrein van het voormalig belastingkantoor. Zij hebben het terrein overgenomen van de drie grootste woningbouwcorporaties die in Haarlem actief zijn, deze corporaties wilder eerder in het consortium VOF Belcanto hier 350 woningen bouwen. Nu zal er het dubbele worden gebouwd door op sommige plekken flink de hoogte in te gaan. Het ontwerp zal worden gemaakt door bureau Rijnboutt en zal naast 700 woningen ook de aanplant van 750 bomen behelzen.

### Spaarne Gasthuis
Een ander gebied binnen de Europawegzone behelst de ontwikkeling van het terrein van het Spaarne Gasthuis locatie Haarlem-Zuid, het voormalige Elisabeth Gasthuis (EG) (van 2006 tot 2015 genoemd: KG, locatie zuid). Het Spaarne Gasthuis wil zijn gebouwen en terrein in Haarlem grootschalig ontwikkelen; het huidige ziekenhuisgebouw aan de Boerhaavelaan dateert uit 1973, is qua inrichting gedateerd en laat aan de gewenste gemakken vaak over. Daarom wordt er een nieuw ziekenhuisgebouw gebouwd op de plek van de voormalige zusterflat en een gedeelte op de huidige medewerkersparkeerplaats. Daarna verrijzen er nog eens 200 woningen en gerelateerde zorgvoorzieningen. Om voor genoeg parkeerplaatsen te zorgen wordt er een bovengrondse, interne parkeergarage gerealiseerd. Hoe het nieuwe ziekenhuis en het terrein er precies uit gaan zien wordt in de periode 2018 - 2020 bepaald.